# Motor Chrysler Slant 6
El motor Chrysler Slant 6, también conocido como Slant-6, Seis Inclinado o Slant Six, es un motor de combustión interna producido por el fabricante estadounidense Chrysler desde 1959 hasta el año 2000, también conocido internamente como el G-engine o "motor G". Es un 6 cilindros en línea naturalmente aspirado con válvulas sobre la cabeza (OHV) y árbol de levas lateral refrigerado por agua, diseñado de tal manera que los cilindros están inclinados en un ángulo de 30 grados respecto a la vertical. Esta inclinación le dio una altura menor a todo el conjunto, lo que permitió a los estilistas de vehículos reducir las líneas del cofre.

## Historia

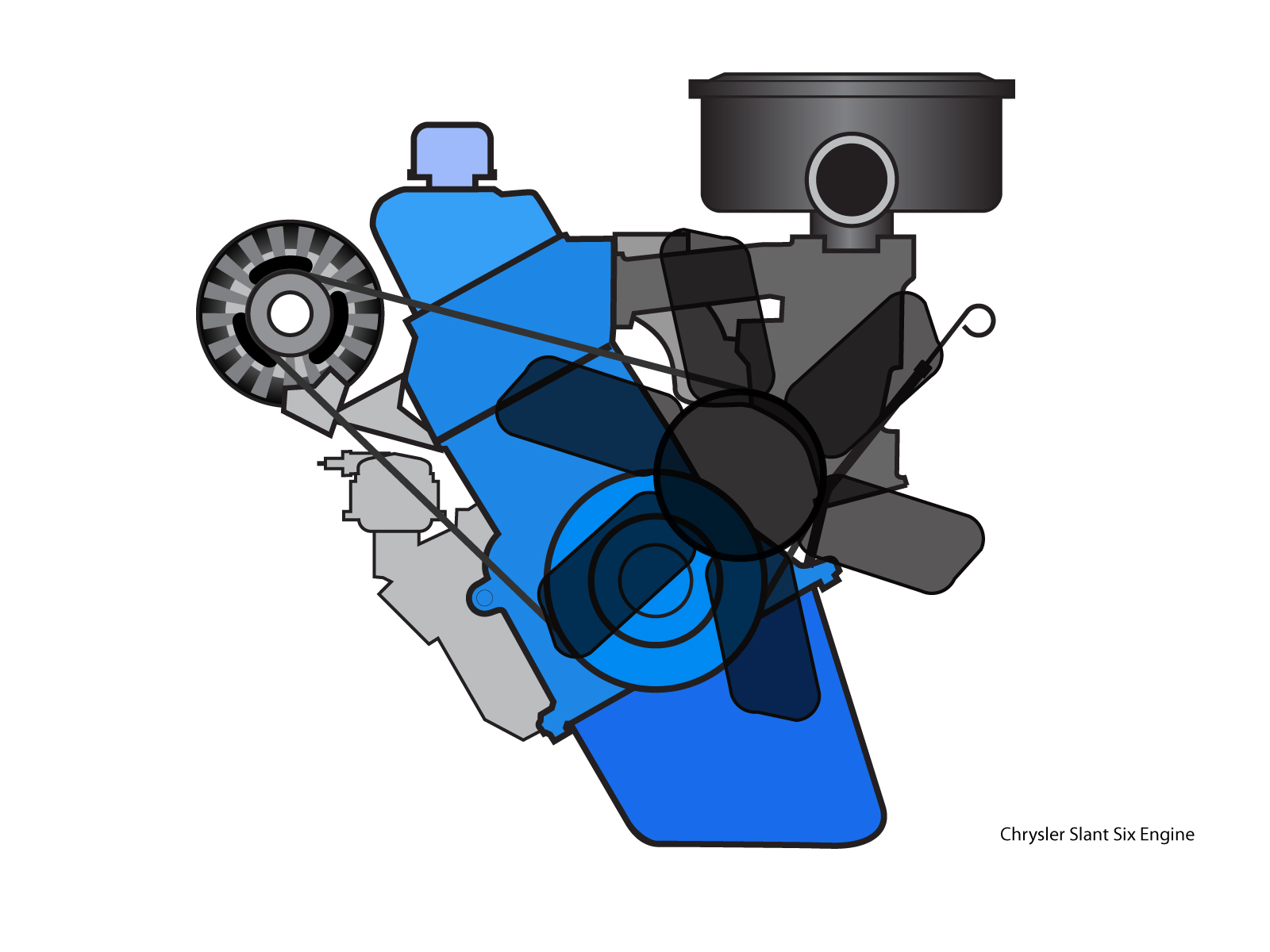
Esquema frontal del "Slant Six"

Era un diseño de cero dirigido por Willem Weertman, más tarde jefe de diseño de motores de Chrysler. Fue introducido en 1960 con dos tamaños de desplazamiento de pistón: El de 170 plg³ (2,8 litros) «LG» (Low-G, refiriéndose a la relativamente corta fundición de bloque del motor y carrera del cigüeñal; y el 225 plg³ (3,7 litros) «RG» (Raised-G), refiriéndose a la fundición del bloque del motor y el cigüeñal de carrera relativamente alta. En 1960, fue llamado el «30-D Economy Six» por los vendedores de Plymouth, refiriéndose al ángulo de 30° del bloque de cilindros.
El motor G se ofrece en varias configuraciones en el mercado de América del Norte hasta 1983 en coches, 1987 en camiones y 1991 para usos y aplicaciones en diferentes mercados, tales como la marina, agricultura y la industria. Motores de refacción todavía se estaban construyendo en México hasta el año 2000. El motor "G" fue ampliamente utilizado por las divisiones y subsidiarias de Chrysler en todo el mundo en sus vehículos de producción local. También fue ampliamente adquirido por otros fabricantes de equipos originales para su instalación en vehículos comerciales, maquinaria agrícola e industrial y barcos.

### Variantes de alto rendimiento
La mayoría de los Slant 6 estaban equipados con carburadores de pequeña capacidad y sistemas de escape adecuadas para el uso estándar de automóviles de pasajeros a baja altitud, pero que tendía a obstaculizar el máximo rendimiento disponible a gran altura, en vehículos pesados o con el propósito de competición y/o donde se desea una aceleración más rápida. Para satisfacer la demanda de una mejor optimización del rendimiento y capacidad de respuesta, se pusieron a disposición configuraciones de motor modificados en los diferentes mercados a través de los años.
El de inclinación a 30° se produjo porque tenía que caber debajo del compacto y de baja altura cofre del Plymouth Valiant que, por ende, se hizo espacio para un múltiple de admisión y escape eficientes, lo que puede ser por eso que mantienen la inclinación cuando fue utilizado en coches y camiones más grandes.
- La opción HyperPak de 1960 utiliza un carburador de cuatro gargantas y otras numerosas piezas de alto rendimiento para entregar 196 HP (199 CV; 146 kW) similares a un motor V8. Algunos pilotos modernos han utilizado turbocompresores, carburación diferente y múltiple de admisión para producir mucho más.

- Para los modelos de los años 1965-1968, Chrysler Argentina equipó modelos Valiant GT con mayor compresión y un sistema de doble carburador Holley de una garganta «RX-7000 A» montado sobre un múltiple de admisión especial y otros cambios en la especificación del motor, produciendo una potencia máxima de 180 HP (182 CV; 134 kW) SAE a las 4800 rpm.[4][5]
- En 1974, Chrysler Argentina también lanzó al mercado el Dodge Polara RT, un cupé deportivo equipado con el Slant Six RG 225 de alto desempeño, también conocido popularmente como "Slant Six RT", el cual producía 174 HP (176 CV; 130 kW) SAE a las 4500 rpm, gracias a la adición de un nuevo carburador Holley 2300 de dos gargantas, múltiples de escape "3a1", un árbol de levas con cruce de 22°; y una relación de compresión de 8.5:1.[cita requerida]
- En 1977, se utilizó el Super Six con un carburador Carter de dos gargantas compensados por los controles de smog y el aumento de la capacidad de respuesta sin pérdida de la economía y, con el paquete «Feather Duster», este era capaz de un consumo de 30 mpgAm (12,8 km/L; 7,8 L/100 km) en la carretera. Una versión de exportación para Australia producía 160 HP (162 CV; 119 kW), de nuevo utilizando un carburador de dos gargantas.[1]